# جون غرين كورتيس
جون غرين كورتيس (بالإنجليزية: John Green Curtis)‏ هو عالم وظائف الأعضاء أمريكي، ولد في 29 أكتوبر 1844 في نيويورك في الولايات المتحدة، وتوفي في 21 سبتمبر 1913 في تشاتهام في الولايات المتحدة.